# 佐久間里美
佐久間里美（さくま さとみ、1978年 - ）は日本の写真家。

## 人物
1978年、東京生まれ。日本大学藝術学部美術学科中退。
2005年、フォト・プレミオ入賞。

## 経歴
個展
- 2005年「Pocket Within」コニカミノルタプラザ　東京
- 2008年「No Nature」MUSEE F 東京
- 2010年「◯△□」Port Gallery T　大阪
- 2011年「◯△□」MUSEE F 東京
- 2012年「Odd - eyed White」MUSEE F
- 2013年「In a Landscape」POETIC SCAPE 東京
- 2015年「◯△□」POETIC SCAPE 東京

グループ展
- 2008年「DOOR 2008」Port Gallery T 大阪
- 2009年「depositors meeting 7」art&river bank　東京
- 2010年「DOOR to DOOR」Port Gallery T 大阪
- 2011年「CABINET LIBRARY Vol.04」Port Gallery T 大阪
- 2012年「Winter Group Show」SATOMI KOYAMA GALLERY 東京
- 2014年「photo marche #004」POETIC SCAPE 東京
- 2014年「LUMIX MEETS JAPANESE PHOTOGRAPHERS #2」Yellowkorner Paris Pompidou パリ
- 2014年「LUMIX MEETS JAPANESE PHOTOGRAPHERS #2」IMA CONCEPT STORE」東京
- 2015年  新宿伊勢丹　東京
- 2015年  ミツオカギャラリー麻布 東京
- 2016年「Gallery Show 2016」POETIC SCAPE 東京

アートフェア
- 2012年　台湾フォト2012　台湾
- 2013年　表参道アートフェア　東京
- 2015年　代官山フォトフェア　東京